# Vlag van Araucanía

Vlag van Araucanía

De Chileense regio Araucanía heeft geen eigen officiële vlag. De onofficiële vlag bestaat uit een wit veld met het wapen van Araucanía. Desalniettemin zijn er in de geschiedenis verschillende vlaggen gehesen door plaatsen en instellingen in Araucanía.

Vlag van het Koninkrijk Araucanía en Patagonië
Onofficiële vlag van Araucanía
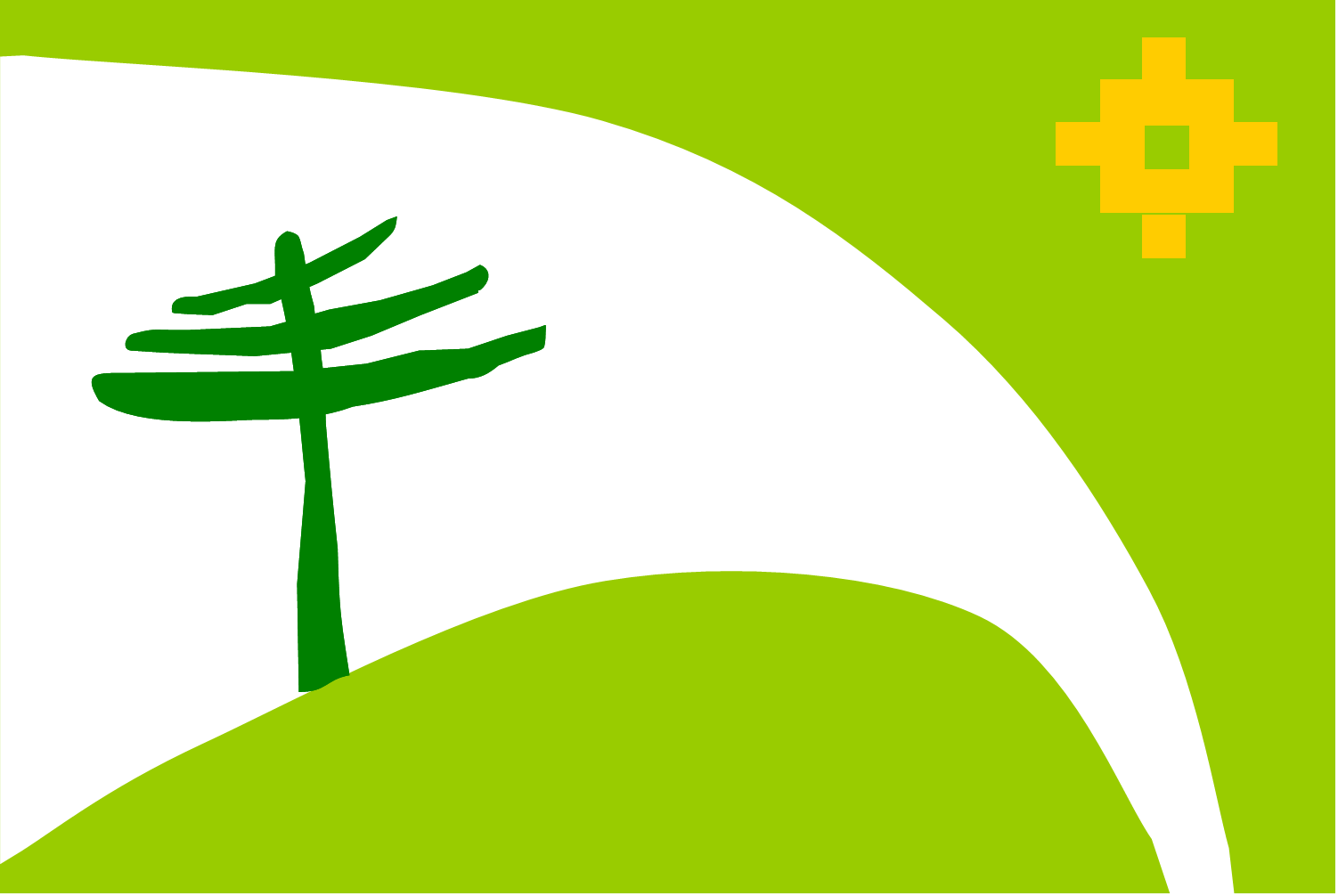
Vlagontwerp van regionalisten
Vlag van de Mapuche-indianan

Tijdens de Spaanse verovering van het gebied, gebruikten de soldaten diverse vlaggen waaronder een blauwe vlag waarop een witte ster staat; zoals tegenwoordig de vlag van Somalië eruitziet.
In de 19e eeuw bestond het niet-erkende Koninkrijk Araucanië en Patagonië, dat een blauw-wit-groene driekleur gebruikte. Deze vlag wordt nog steeds gebruikt door degenen die het koninkrijk in ballingschap menen te vertegenwoordigen.
Vanaf ongeveer 1881 komt Araucanía geheel onder Chileense controle en wordt de Chileense vlag overal gebruikt. Het zou tot het einde van de 20e eeuw duren voordat de regio zijn eigen symbolen krijgt. Sindsdien is er een vlag in gebruik die geen officiële status heeft: een blauw-wit-rode driekleur met in het midden een schild dat als wapen van de regio is ontworpen.
Voorstanders van meer autonomie voor de regio hebben in 2005 een andere vlag voorgesteld: een lichtgroene vlag met een wit gebogen vlak waarin een araucaria-conifeer staat. Rechtsbovenin staat een symbool van de Mapuches (vroeger Araucanos geheten).
Overigens gebruiken de Mapuches ook een eigen vlag, die veel in de regio te zien is.